# Khushab (Distrikt)

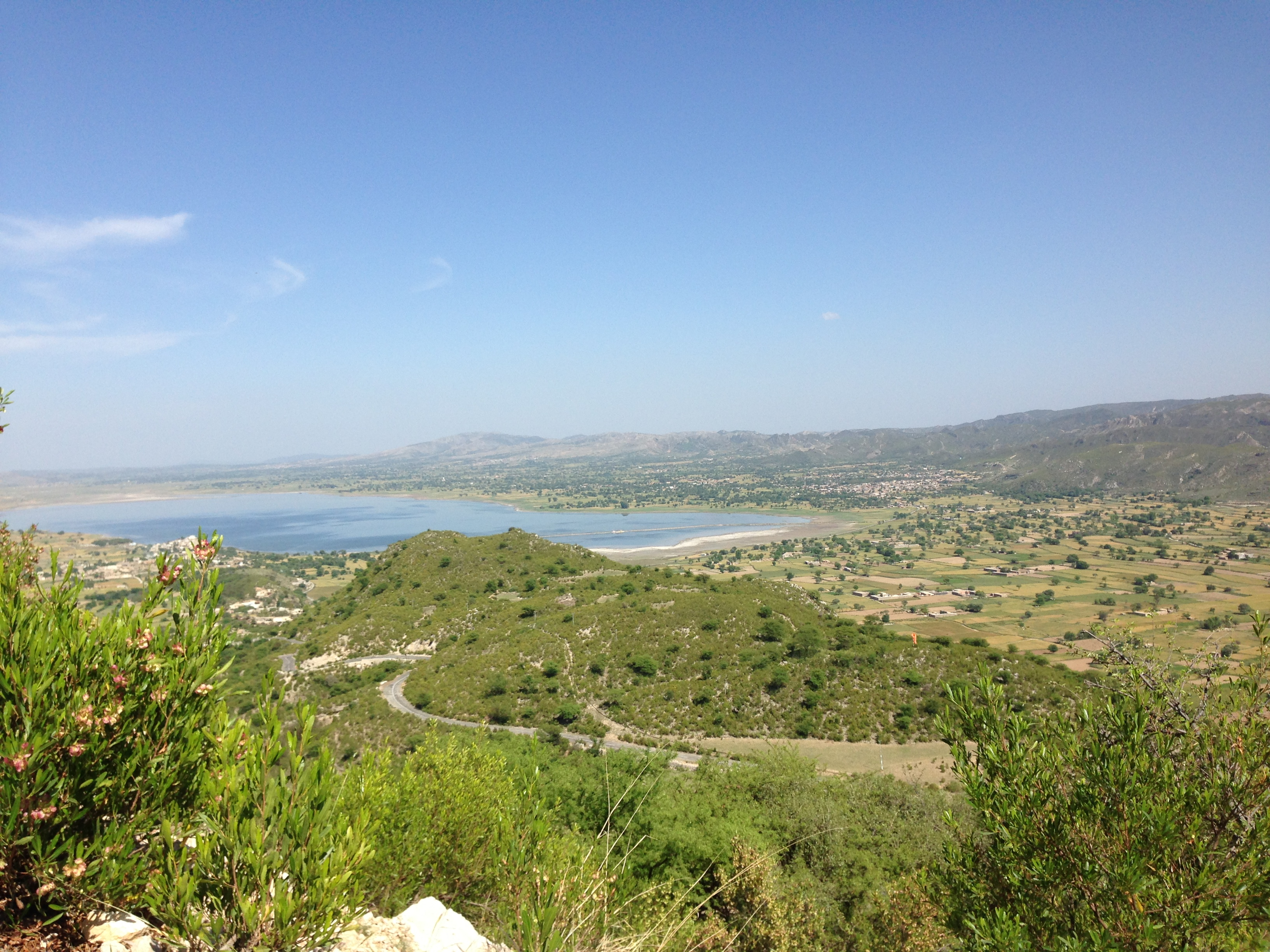
Landschaft mit See

Der Distrikt Khushab ist ein Verwaltungsdistrikt in Pakistan in der Provinz Punjab. Sitz der Distriktverwaltung ist die Stadt Jauharabad.
Der Distrikt hat eine Fläche von 6511 km² und nach der Volkszählung von 2017 1.281.299 Einwohner. Die Bevölkerungsdichte beträgt 197 Einwohner/km². Im Distrikt wird zur Mehrheit die Sprache Panjabi gesprochen.

## Lage
Der Distrikt befindet sich im Norden der Provinz Punjab, die sich im Westen von Pakistan befindet.

## Verwaltungsgliederung
Der Distrikt ist administrativ in vier Tehsil unterteilt:
- Khushab
- Noorpur Thal
- Quaidabad
- Naushera

## Geschichte
Der moderne Distrikt entstand im Jahr 1982 aus Teilen des Distrikt Sargodha.
Am 21. März 2000 behauptete ein Artikel im Christian Science Monitor, Satellitenfotos hätten einen Kernreaktor und eine Raketenbasis in der Nähe der Stadt Khushab aufgedeckt.

## Demografie
Zwischen 1998 und 2017 wuchs die Bevölkerung um jährlich 1,84 %. Von der Bevölkerung leben ca. 28 % in städtischen Regionen und ca. 72 % in ländlichen Regionen. In 211.686 Haushalten leben 638.071 Männer, 643.181 Frauen und 47 Transgender, woraus sich ein Geschlechterverhältnis von 99,2 Männer pro 100 Frauen ergibt und damit einen für Pakistan seltenen Frauenüberschuss.
Die Alphabetisierungsrate in den Jahren 2014/15 bei der Bevölkerung über 10 Jahren liegt bei 59 % (Frauen: 44 %, Männer: 75 %) und liegt damit leicht unter dem Durchschnitt der Provinz Punjab von 63 %.
| Jahr | Einwohnerzahl |
| ---- | ------------- |
| 1972 | 543.314       |
| 1981 | 641.366       |
| 1998 | 905.711       |
| 2017 | 1.281.299     |